# Laakajärvi
Laakajärvi är en sjö i Pajala kommun i Norrbotten och ingår i Torneälvens huvudavrinningsområde. Sjön har en area på 0,0571 kvadratkilometer och ligger 317,1 meter över havet. Sjön avvattnas av vattendraget Rautalajoki.

## Delavrinningsområde
Laakajärvi ingår i det delavrinningsområde (757049-180609) som SMHI kallar för Utloppet av Kynisjärvi. Medelhöjden är 308 meter över havet och ytan är 22,22 kvadratkilometer. Det finns inga avrinningsområden uppströms utan avrinningsområdet är högsta punkten. Rautalajoki som avvattnar avrinningsområdet har biflödesordning 4, vilket innebär att vattnet flödar genom totalt 4 vattendrag innan det når havet efter 362 kilometer. Avrinningsområdet består mestadels av skog (80 procent) och sankmarker (15 procent). Avrinningsområdet har 0,98 kvadratkilometer vattenytor vilket ger det en sjöprocent på 4,4 procent.